# Absolutely Free
Absolutely Free è il secondo album in studio dei The Mothers of Invention, gruppo guidato da Frank Zappa, pubblicato dalla Verve Records nel 1967. Come il precedente album, viene ritenuto uno dei capolavori della musica del XX secolo.

## Storia
Registrato nel novembre del 1966, l'album fu pubblicato nel maggio del 1967 dopo la censura a cui furono sottoposti i testi. A partire dalla ristampa su CD del 1988, sono stati aggiunti, in mezzo alle due suite, due bonus track che erano stati pubblicati nel 1967 nel singolo Big Leg Emma. Il disco contiene il brano Brown Shoes Don't Make It che venne descritto come "l'intera musica compressa in soli 8 minuti".

## Tracce
- Tutti i testi, le musiche e gli arrangiamenti sono di Frank Zappa

Lato 1
Suite No. 1: Absolutely Free (1st in a Series of Underground Oratorios)
1. Plastic People – 3:42
2. The Duke of Prunes – 2:13
3. Amnesia Vivace – 1:01
4. The Duke Regains His Chops – 1:52
5. Call Any Vegetable – 2:15
6. Invocation and Ritual Dance of the Young Pumpkin – 7:00
7. Soft-Sell Conclusion – 1:40

Lato 2
Suite No. 2: The M.O.I. American Pageant (2nd in a Series of Underground Oratorios)
1. America Drinks – 1:52
2. Status Back Baby – 2:54
3. Uncle Bernie's Farm – 2:10
4. Son of Suzy Creamcheese – 1:34
5. Brown Shoes Don't Make It – 7:30
6. America Drinks and Goes Home – 2:46

### Bonus Tracks dall'edizione in CD del 1988
1. Big Leg Emma – 2:31
2. Why Don'tcha Do Me Right? – 2:37

## Formazione
- Frank Zappa - chitarra, voce
- Jimmy Carl Black - batteria, voce
- Ray Collins - voce, tamburello
- Roy Estrada - basso, voce
- Bunk Gardner - flauto
- Billy Mundi - batteria, percussioni
- Don Preston - tastiere
- Jim Fielder - chitarra, pianoforte

Ospiti
- Don Ellis - tromba su Brown Shoes Don't Make It
- John Rotella - percussioni
- Pamela Zarubica - voce

Staff
- Herb Cohen
- Lisa Cohen
- Kurt Retar